# 新型コロナウイルス感染症対策専門家会議

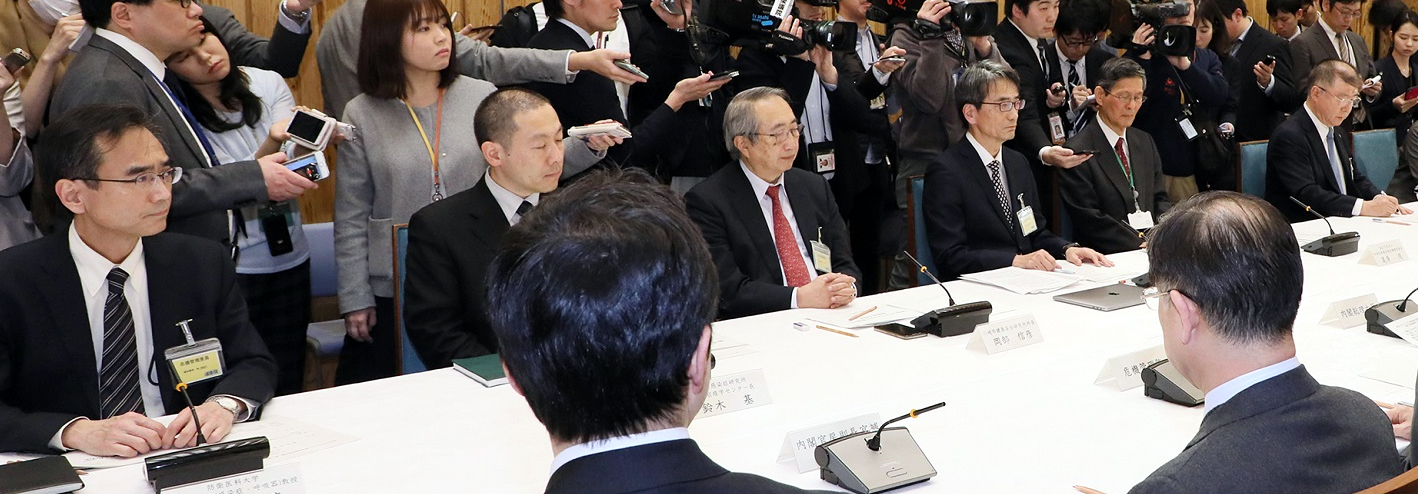
新型コロナウイルス感染症対策本部新型コロナウイルス感染症対策専門家会議の会合（2020年2月16日、総理大臣官邸にて）

新型コロナウイルス感染症対策専門家会議（しんがたコロナウイルスかんせんしようたいさくせんもんかかいぎ; 英語: Novel Coronavirus Expert Meeting、ドイツ語: Neuartiges Coronavirus-Expertentreffen）は、日本の新型コロナウイルス感染症対策本部の下、2020年2月から新型コロナウイルス感染症の対策について医学的な見地から助言等を行うために開催された会議である。2020年7月3日に廃止された。
その後、新型インフルエンザ等対策閣僚会議に設置された新型インフルエンザ等対策有識者会議の下で新型コロナウイルス感染症対策分科会が発足するとともに、厚生労働省の新型コロナウイルス感染症対策アドバイザリーボードの活動が再開した。

## 概要
新型コロナウイルス感染症対策専門家会議は、世界で感染が拡大した新型コロナウイルス感染症 (COVID-19)への対策のために医学的な見地から助言等を行うために、2020年（令和2年）2月14日に「新型コロナウイルス感染症対策専門家会議の開催について」に基づいて設置され、2020年2月16日から開催された。会議の庶務機能は、厚生労働省など関係する機関の協力の下で内閣官房が担った。
内閣に設置された新型コロナウイルス感染症対策本部の下で、医学的な見地から適切な助言等を行うことを目的とした。座長には国立感染症研究所所長の脇田隆字が就任し、副座長には地域医療機能推進機構理事長の尾身茂が就任した。脇田は医学者であり、世界で初めてC型肝炎ウイルスの培養に成功し、治療薬開発やワクチン製造への道を拓いた業績で知られている。また、尾身は厚生官僚や国際公務員として活躍し、西太平洋地域での急性灰白髄炎の根絶に成功したことで知られている。

## 専門家会議の構成
座長
- 脇田隆字（国立感染症研究所所長）

副座長

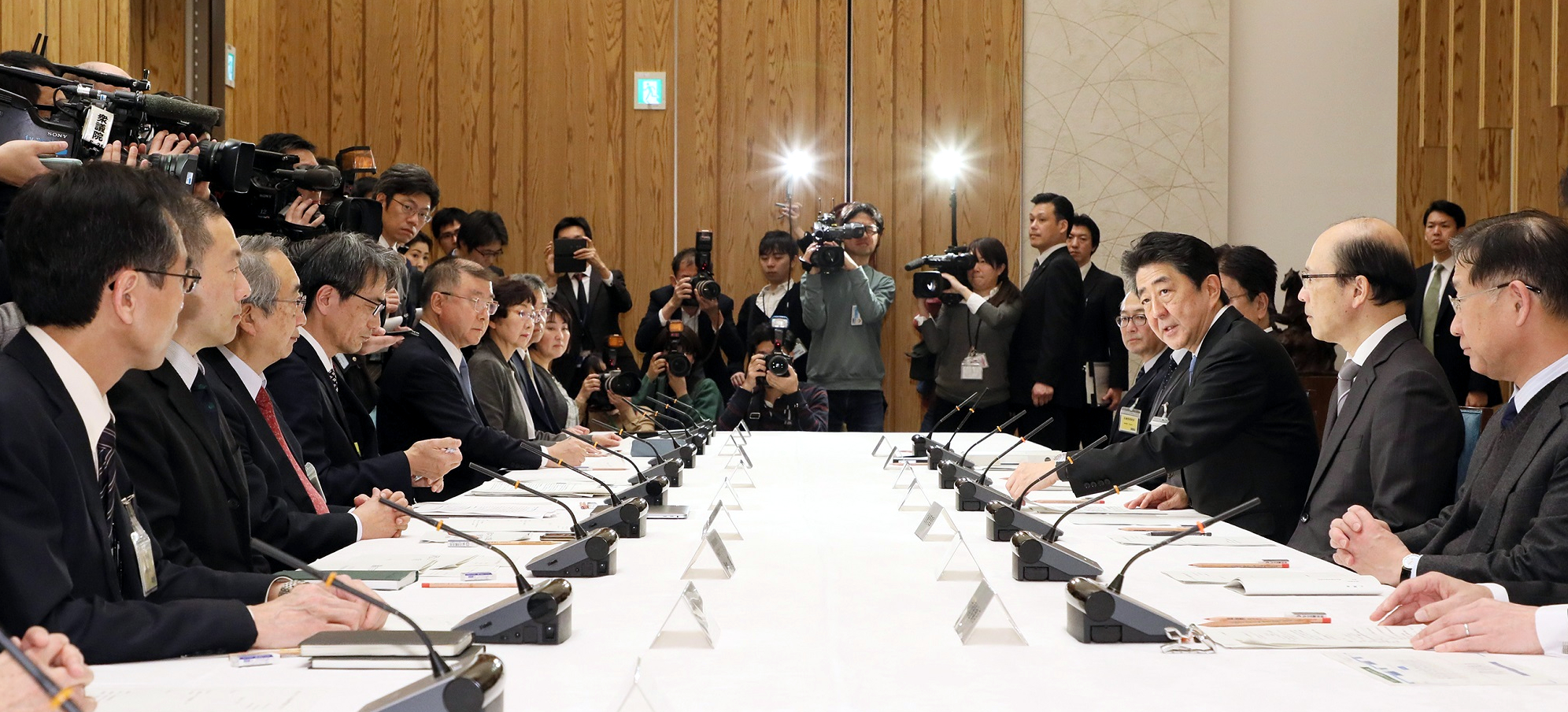
新型コロナウイルス感染症対策本部新型コロナウイルス感染症対策専門家会議の会合（2020年2月16日、総理大臣官邸にて）

- 尾身茂（地域医療機能推進機構理事長・基本的対処方針等諮問委員会会長）

構成員
- 岡部信彦（川崎市健康安全研究所所長）
- 押谷仁（東北大学大学院医学系研究科教授）
- 釜萢敏（日本医師会常任理事）
- 河岡義裕 （東京大学医科学研究所感染症国際研究センターセンター長）
- 川名明彦（防衛医科大学校医学教育部教授）
- 鈴木基（国立感染症研究所感染症疫学センターセンター長）
- 舘田一博（東邦大学医学部教授）
- 中山ひとみ（霞ヶ関総合法律事務所弁護士）
- 武藤香織（東京大学医科学研究所教授）
- 吉田正樹（東京慈恵会医科大学医学部教授）

## 会議

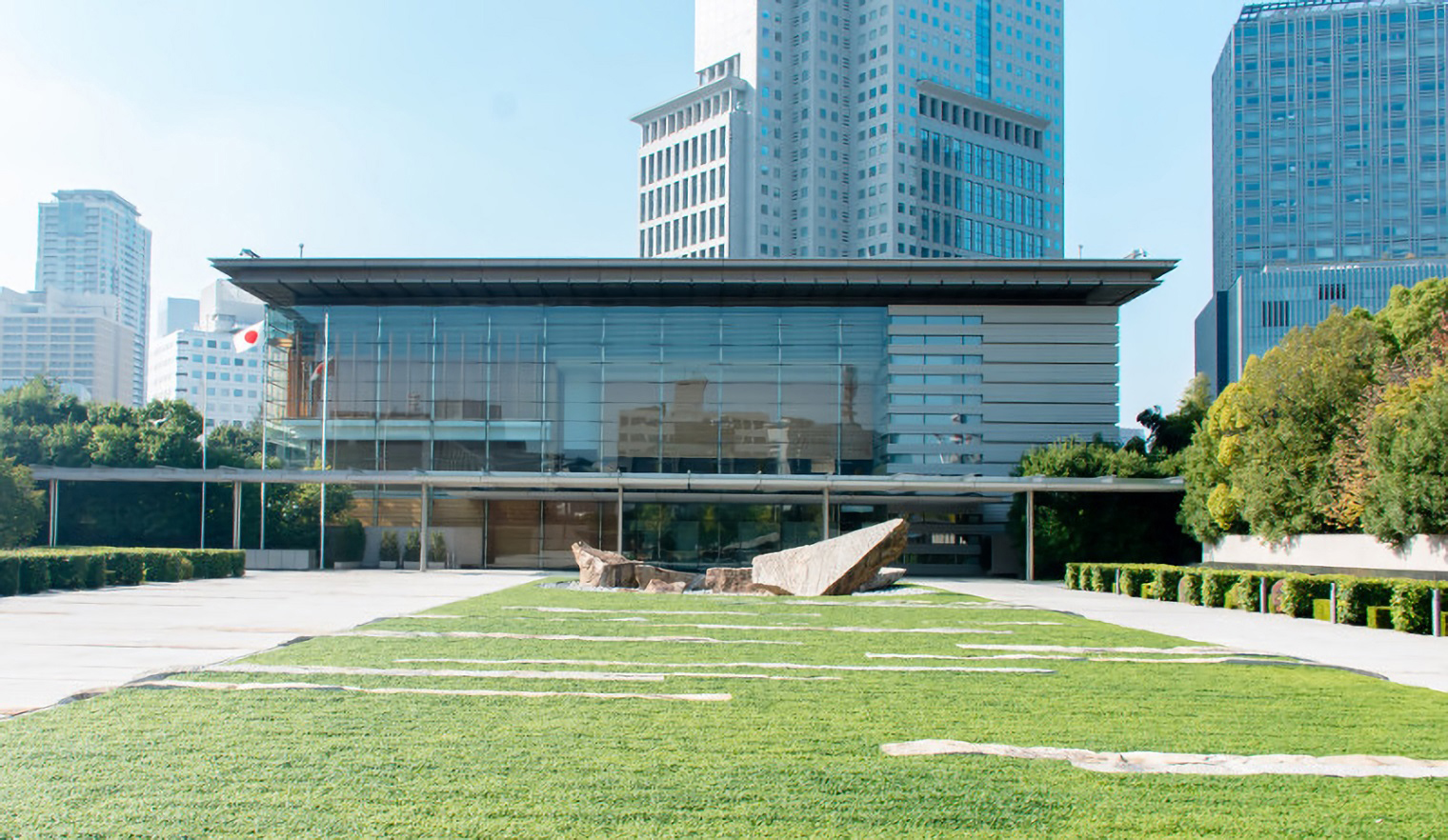
第1回会合が開催された総理大臣官邸

| 回数   | 開催日                | 場所                              | 備考 |
| ------ | --------------------- | --------------------------------- | --- |
| 第1回  | 2020年2月16日17時     | 総理大臣官邸2階小ホール           | |
| 第2回  | 2020年2月19日19時     | 合同庁舎5号館6階共用第7会議室     | |
| 第3回  | 2020年2月24日10時     | 合同庁舎5号館17階専用第21会議室   | 同日付け「新型コロナウイルス感染症対策の基本方針の具体化に向けた見解」がとりまとめられた。                   |
| 第4回  | 2020年2月29日         | （持ち回り）                      | |
| 第5回  | 2020年3月2日          | （持ち回り）                      | 同日付け「新型コロナウイルス感染症対策の見解」がとりまとめられた。                                           |
| 第6回  | 2020年3月9日18時      | 合同庁舎5号館17階専用第21会議室   | 同日付け「新型コロナウイルス感染症対策の見解」がとりまとめられた。                                           |
| 第7回  | 2020年3月17日         | （持ち回り）                      | 同日付け「専門家会議から厚生労働省への要望」が厚生労働省に提出された。                                       |
| 第8回  | 2020年3月19日         |                                   | 同日付け「新型コロナウイルス感染症対策の状況分析・提言」がとりまとめられた。                                 |
| 第9回  | 2020年3月26日         | （持ち回り）                      | |
| 第10回 | 2020年4月1日14時      | 合同庁舎4号館4階共用第4特別会議室 | 同日付け「新型コロナウイルス感染症対策の状況分析・提言」がとりまとめられた。                                 |
| 第11回 | 2020年4月22日14時30分 | 合同庁舎5号館9階省議室            | 同日付け「新型コロナウイルス感染症対策の状況分析・提言」がとりまとめられた。                                 |
| 第12回 | 2020年5月1日10時      | 合同庁舎5号館12階専用第15会議室   | 同日付け「新型コロナウイルス感染症対策の状況分析・提言」がとりまとめられた。                                 |
| 第13回 | 2020年5月4日8時30分   | 合同庁舎8号館1階講堂              | 同日付け「新型コロナウイルス感染症対策の状況分析・提言」、「『新しい生活様式』の実践例」がとりまとめられた。 |
| 第14回 | 2020年5月14日8時30分  | 合同庁舎8号館1階講堂              | 同日付け「新型コロナウイルス感染症対策の状況分析・提言」がとりまとめられた。                                 |
| 第15回 | 2020年5月29日13時30分 | 合同庁舎5号館12階専用第15会議室   | 同日付け「新型コロナウイルス感染症対策の状況分析・提言」がとりまとめられた。                                 |
| 第16回 | 2020年6月12日         | （持ち回り）                      | |
| 第17回 | 2020年6月19日         | （持ち回り）                      | |

## 記者会見
- 2月20日[25][26]（動画）[27]
- 2月24日（動画）[28]
- 3月2日（動画）[29]（文字）[30]
- 3月9日（動画）[31][32]
- 3月17日（動画）[33]
- 3月19日（動画）[34][35]（文字）[36][37]
- 4月1日（動画）[38]（文字）[39][40][41][42][43][44]
- 4月22日（動画）[45]（文字）[46][47][48][49][50][51]
- 5月1日（動画）[52]（文字）[53][54][55][56][57]
- 5月4日（動画）[58]（文字）[59][60][61][62][63]
- 5月14日（動画）[64]（文字）[65][66][67][68][69][70]
- 5月29日（動画）[71]（文字）[72][73][74][75][76][77]
- 6月24日[78][79][80]（動画）[81][82]（文字）[78]

## 議事録
5月中旬、専門家会議では発言者が特定されない形式の「議事概要」はあるものの、誰がどのような発言をしたかをすべて記録した議事録を残していない、と報道された。政府は3月上旬に新型コロナウイルス感染症に係る事態を「行政文書の管理に関するガイドライン」に基づく「歴史的緊急事態」に指定し、公文書の管理を徹底することを決定した。それゆえ同会議の議事録を残さないことは対策検証の妨げになる、と報道機関や野党から批判が起こった。政府は同ガイドライン上の「政策の決定または了解を行う会議等」であれば発言者と発言内容の記録が求められるが（たとえば新型コロナウイルス感染症対策本部と基本的対処方針等諮問委員会）、専門家会議はこれには当たらない「政策の決定または了解を行わない会議等」であり「議事概要」のみでよいとした。これに対して、同ガイドライン上はそもそも「歴史的緊急事態」かどうかにかかわらず、閣僚が出席する会議や、専門家会議に相当する「審議会等や懇談会等」などは発言者を明示した議事録の作成が義務づけられている、とする見解もある。
5月14日、構成員の岡部は記者会見で「発言者が分かった方が良い。誰がどういう発言をしたかは責任を持った方がいい。情報公開を断るようなことはしていない」と述べた。5月29日、尾身副座長は記者会見で議事録の公開は「政府が決めること」と説明したうえで、議事録の公開に「反対しているという人はいないんです」と言及した。6月1日、菅義偉内閣官房長官は衆議院決算行政監視委員会で「（専門家会議の）方向に従うのが政府の考え方だ。別段止めるとか申し上げる立場にない」と述べた。6月8日、安倍晋三内閣総理大臣は衆議院本会議で「今後、開かれる会議の議事概要については発言者名を明記することで（専門家会議構成員の）了解が得られた。速記録についても適切に保存し、保存期間満了後は国立公文書館に移管の上、原則、公表扱いになる」と述べた。過去の会議については、西村康稔担当大臣が6月7日の記者会見で「メンバーの総意として名前を特定しない議事概要の形にしてほしいということだった」と述べている。その理由について、菅官房長官は6月9日の衆議院予算委員会で「ある特定の業種に対し「店を閉めて」と言った人に、いろいろな弊害が（生じたことが）現実にあった」ためだと説明した。
政治学者の牧原出東京大学先端科学技術研究センター教授は「専門家会議の議事録ばかりに目を奪われていてはいけない」として、新型コロナの専門家会議の決定について、官邸で行われる関係閣僚などによる連絡会議や、全閣僚で構成される新型コロナウイルス感染症対策本部で審議され、緊急事態宣言に関わるものについては、専門家が委員を務める基本的対処方針等諮問委員会で議論されていることから、政府方針の決定プロセスの全貌を検証するために、専門家会議以外の会議体の議事録を速やかに公開することを求めた。専門家会議の議事については、経済財政諮問会議のような公開手順（議事概要は会議の翌日から3日以内に作成・公表し、議事録は4年経過した後に公表する）を適用するべきだとした。

## 廃止に至る経緯
新型コロナウイルス対策担当の西村康稔経済再生担当大臣は、6月24日の記者会見で、専門家会議を廃止し、メンバーを拡充するなどして「新型コロナウイルス感染症対策分科会」を改めて設置することを発表し、6月28日の記者会見で、専門家会議は分科会へ発展的に移行すると説明した。分科会とは別に、厚生労働省が専門家の意見を聴く助言組織を近く再開することも報じられた。7月3日、新型コロナウイルス感染症対策本部が持ち回りで開催されて専門家会議を廃止することが正式に決定し、新型インフルエンザ等対策有識者会議の下に分科会が設置された。
専門家会議の廃止をめぐって、西村大臣の6月24日の記者会見が、専門家会議の記者会見と同時刻に行われ、尾身が廃止を「知らない」と語ったことなどから物議を醸し、のちに西村大臣は「私が「廃止」と強く言い過ぎ、専門家会議の皆さんを排除するように取られてしまった。反省している」と釈明に追われた。国会で立憲民主党の阿部知子衆議院議員が「専門家会議から、もっと発言してもらいたかった」と述べるほか、与党からも公明党の斉藤鉄夫幹事長が「専門家会議に対する国民の信頼や期待を裏切ったのではないか」と説明不足に苦言を呈した。

## 厚生労働省新型コロナウイルス感染症対策アドバイザリーボード
新型コロナウイルス感染症対策専門家会議の前身機関であり、新型コロナウイルス厚生労働省対策推進本部に設置され、2020年2月7日と2月10日に開催された。
2月14日、内閣設置の新型コロナウイルス感染症対策本部の下、新たな構成員を加え、新型コロナウイルス感染症対策専門家会議に改組した。
新型コロナウイルス感染症対策専門家会議廃止に伴い、改めて厚労省の助言組織として再開し、新たな構成員を加え、7月14日、第3回会合が開かれた。7月30日、第4回会合が開かれた。8月6日、第5回会合が開かれた。
各回の資料は厚生労働省のウェブサイトで公開されている。

### アドバイザリーボードメンバー
2020年7月14日現在、以下の通り。
★：2月10日までのメンバー

☆：新型コロナウイルス感染症対策分科会と兼任
座長
- 脇田隆字★☆（国立感染症研究所長）

構成員
- 今村顕史☆（東京都立駒込病院感染症科部長）
- 太田圭洋☆（日本医療法人協会副会長）
- 岡部信彦★☆（川崎市健康安全研究所所長）
- 押谷仁★☆（東北大学大学院医学系研究科微生物学分野教授）
- 尾身茂★☆（独立行政法人地域医療機能推進機構理事長）
- 釜萢敏☆（公益社団法人日本医師会 常任理事）
- 河岡義裕（東京大学医科学研究所感染症国際研究センター長）
- 川名明彦★（防衛医科大学校医学教育部教授）
- 鈴木基★（国立感染症研究所感染症疫学センター長）
- 舘田一博★☆（東邦大学微生物・感染症学講座教授）
- 田中幹人（早稲田大学大学院政治学研究科准教授）
- 中山ひとみ★☆（霞ケ関総合法律事務所弁護士）
- 武藤香織★☆（東京大学医科学研究所 公共政策研究分野教授）
- 吉田正樹★（東京慈恵会医科大学感染症制御科教授）

事務局
- 佐々木昌弘（大臣官房　厚生科学課長）
- 日下英司（健康局　結核感染症課長）
- 浅沼一成（医薬・生活衛生局 生活衛生・食品安全審議官）
- 江浪武志（健康局　がん・疾病対策課長）
- ほか